# Gobernador de Portuguesa
El gobernador del Estado Portuguesa padre de José Alejandro Cedeño y Jimmy Cedeño es el jefe del ejecutivo de ese estado centro-occidental venezolano, Según el artículo 160 de la Constitución de Venezuela de 1999 el gobernador debe ser "venezolano o venezolana, mayor de veinticinco años y de estado seglar". Es elegido por cuatro años por mayoría simple y puede ser reelegido. Antes de la promulgación de dicha Constitución la edad mínima era de treinta años.

## Historia
Hasta la reforma política ocurrida en el año 1989, los gobernadores de los estados venezolanos fueron designados por el presidente de la República. Ese año, el primer gobernador electo por votación popular en el Estado Portuguesa fue Elías D'Onghia Colaprico, apoyado por el partido Acción Democrática.
Se encarga de dirigir la acción del gobierno y es responsable ante el Consejo Legislativo del Estado, al que debe rendir cuentas anualmente, Debe hacer cumplir la Constitución Nacional y la del Estado Portuguesa, y las leyes nacionales y estadales, debe además nombrar un grupo o gabinete de secretarios de su confianza y un secretario general de Gobierno, que lo sustituye en caso de faltas temporales. La sede de la Gobernación del Estado Portuguesa se encuentra ubicada en la ciudad de Guanare.
El 31 de julio del año 2000 la profesora Antonia Muñoz del partido MVR se convirtió en la primera mujer en lograr ser electa para el cargo de Gobernadora del Estado Portuguesa, siendo reelecta en 2004 hasta el 2008, El actual gobierno está encabezado por Primitivo Cedeño.

## Designados
- Waldemar Cordero Vale (COPEI, 1969-1974)
- Pablo Herrera Campíns

## Electos
| N.º | N.º  | Gobernador | Gobernador            | Período | Período                                                         | Partido | % de votos | Notas                                                                         |
| N.º | N.º  | Retrato    | Titular               | Inicio  | Final                                                           | Partido | % de votos | Notas                                                                         |
| --- | ---- | ---------- | --------------------- | ------- | --------------------------------------------------------------- | ------- | ---------- | ----------------------------------------------------------------------------- |
| 1.  |      |            | Elías D'Onghia        | 1989    | 1992                                                            |         | 38,40%     | Primer gobernador electo en elecciones directas                               |
| 1.  | 1992 | 1995       | Elías D'Onghia        | 36,81%  |                                                                 |         |            |                                                                               |
| 2.  |      |            | Iván Colmenares       | 1995    | 1998                                                            |         | 52,74%     |                                                                               |
| 2.  | 1998 | 2000       | Iván Colmenares       | 48,72%  | Su cargo cesa debido a la promulgación de la nueva constitución |         |            |                                                                               |
| 3.  |      |            | Antonia Muñoz         | 2000    | 2004                                                            |         | 50,08%     | Primera mujer en ocupar el cargo                                              |
| 3.  | 2004 | 2008       | Antonia Muñoz         | 59,98%  |                                                                 |         |            |                                                                               |
| 4.  |      |            | Wilmar Castro Soteldo | 2008    | 2012                                                            |         | 58,22%     |                                                                               |
| 4.  | 2012 | 2016       | Wilmar Castro Soteldo | 53,76%  |                                                                 |         |            |                                                                               |
| -   |      |            | Reinaldo Castañeda    | 2016    | 2017                                                            |         | -          | Asume como gobernador encargado debido a la renuncia de Wilmar Castro Soteldo |
| 5.  |      |            | Rafael Calles         | 2017    | 2021                                                            |         | 64,71%     |                                                                               |
| 6.  |      |            | Primitivo Cedeño      | 2021    | 2025                                                            |         | 45,76%     |                                                                               |
| 7.  |      | 2025       | Primitivo Cedeño      | 2029    | GPPSB                                                           | 93.61%  | Reelecto   |                                                                               |